# 絲麗莎·史都娃斯
絲麗莎·史都娃斯（Saleisha Stowers，1986年1月10日—），美國模特兒。她是《全美超級模特兒新秀大賽》第九季冠軍。

## 全美超級模特兒新秀大賽
史都華絲勝出了第九季的《全美超級模特兒新秀大賽》，她在比賽期間的出色走秀技巧使她得以突圍以出並勝出了比賽。可是普遍大眾不是太認同她在比賽期間拍攝的照片。而且在第四集已經進入包尾二人，過往的冠軍如第七季的冠軍嘉莉迪·恩格列斯最早也是在出國後才進入包尾二人。她和第五季的冠軍妮歌·寧列特一樣是沒有勝出過由觀眾投選的CoverGirl of The Week的冠軍。
史都華絲雖然並不被觀眾看好，但在比賽期間依然不斷進步，縱使有多少觀眾認為她的照片遠比本季季軍珍納·戴辛還要遜色，但在台步以及廣告拍攝方面卻能表現出色。史都娃斯是歷屆照片最差強人意的冠軍，卻稱得上是台步與廣告最專業的冠軍之一。
泰拉班克斯在美國另一談話節目上接受測謊機器考驗時，主持人提問選擇史都娃斯是否有違背大眾的聲音，泰拉的反應證明了當初選擇史都娃斯是個人私心所致。

## 媒體爭議

### 大眾聲音
在多個有關《全美超級模特兒新秀大賽》的論壇如等，都可見對史都娃斯的反對聲音。因為許多觀眾認為以史都娃斯的照片來看，水準遠不及亞軍珊圖·鍾斯，季軍珍納·戴辛以及其他參與者；如海瑟·庫茲米契。多名節目支持者在她勝出後不斷利用粗言侮辱她。甚至有人說上季的冠軍彩蓮·岡沙里斯也比她好很多。另外，最後在評審比較珊圖和史都娃斯的照片時泰雅·賓絲一反常態只參考三張照片。有觀眾指出是因為史都娃斯之前的照片和珊圖相比會不利於她。
許多觀眾更是拿她類似冬菇頭的髮型來開玩笑。有觀眾認為她的髮型不像是髮型師作為參考的露易絲·布魯克絲（Louise Brooks）或是著名R&B歌手蕾哈娜（Rihanna），有說她的髮型是抄襲《加拿大超級名模生死鬥第二季》的冠軍莉碧嘉·哈蒂，可是普遍認為莉碧嘉·哈蒂的樣貌在先天上比她較有時裝味。而史都娃斯也坦承她也非常不喜歡她被賜予的髮型。

### 比賽爭議
史都娃斯和泰雅·賓絲的合照也被拿來和第三季的非裔美洲冠軍伊娃·佩霍與泰雅·賓絲合照比較。許多觀眾認為史都娃斯遠不及第三季非洲裔冠軍伊娃·佩霍。
史都娃斯曾參加《全美超級模特兒新秀大賽》的主辦人泰雅·賓絲的T-ZONE活動，因此她倆已經一早認識。其次她曾經為泰雅·賓絲的節目《泰拉·賓絲脫口秀》（The Tyra Banks Show）中做模特兒，也在第六季第三集的時裝秀走秀。而且節目中她拍攝的不少泰雅·賓絲認為美麗絕倫的相片，均得不到觀眾的認同，而不少人也認為亞軍珊圖以及季軍珍納的質素比史都娃斯的好很多。
更有觀眾指出，泰雅·賓絲是為了讓三的倍數季（如第三季、第六季）都是非裔美洲人得冠軍而選擇史都娃斯。這類爭議情況有如第八季中彩蓮·岡沙里斯得到冠軍時樣備受爭議，反對聲浪更比彩蓮勝出時強烈。不少觀眾也認為泰雅·賓絲有詐騙之嫌。

### 欺詐醜聞
一開始時，一些觀眾在Fans of Reality TV發現史都娃斯違反比賽條例，在賽前已經是一位模特兒，她曾經拍攝平面廣告，客串劇集和電視廣告；這在比賽的條款中有註明相關規定。
2007年12月14日，外國知名電視網站BuddyTV發表了史都娃斯違反比賽守則的文章，指出了史都娃斯曾參加主持人泰雅·賓絲舉辦的T-Zone，懷疑兩人有關係。以及指出了史都娃斯多次在比賽前的模特兒經驗，使人有詐騙之嫌。史都娃斯亦違反了比賽守則的第十條：
|  | 10. 參賽者必需在至少5年內沒有任廣告模特兒的經驗，包括在全國性電視及印刷廣告出現。 |

外國娛樂網站Celebtv.com指出了她在Wendy's的廣告出現，這片段在YouTube等影片網站可見。
但歷屆也有許多參賽者在賽前擁有模特兒經驗，如第六季紫兒·高爾、第七季雙生兒美雪·巴賓和雅雯、第八季莎拉、韻妮·奧唯等等參賽者，皆在賽前五年內拍過音樂錄影帶以及雜誌封面，卻未被觀眾指出。事後證實，只要參賽者在賽前與原屬經紀公司中斷合作關係，便可繼續參賽。